# Axis (chanson)
Pour les articles homonymes, voir Axis.
Singles de Pet Shop Boys
Memory of the Future
(2012) Vocal
(2013)
Axis est une chanson du duo britannique Pet Shop Boys extraite de leur douzième album studio, Electric, paru le 14 juillet 2013.
Le 1er mai 2013 la chanson a été publiée en single digital.
Le single a atteint la 196e place au Royaume-Uni.